# Asianthrips malayanus
Asianthrips malayanus (лат.) — вид трипсов рода Asianthrips из семейства Phlaeothripidae (Thysanoptera).

## Распространение
Встречаются в Юго-Восточной Азии: Малайский полуостров (Cameron Highland , Pahang), Малайзия.

## Описание
Мелкие коричневые насекомые (длина около 1—2 мм) с четырьмя бахромчатыми крыльями. От близких видов отличаются следующими признаками: максиллярные стилеты V-образные и очень короткие, достигают только базального воротника (= затылочного гребня) головы. Тело коричневое. III членик усиков жёлтый, слабо оттененный коричневым на вершинной 1/2, IV членик несколько желтоватый на базальной 1/3, остальные усики коричневые. Все бёдра коричневые, одного цвета с телом; голени жёлтые, посередине слабо оттенены коричневым; все лапки жёлтые. III членик усиков с тремя чувствительными конусами. Усики 8-члениковые, VIII членик сросшийся с VII члеником; сегмент III асимметричный; колокольчатые сенсиллы на II членике расположены вблизи вершины. Заднегрудной стерноплевральный шов отсутствует; мезопрестернум медиально сросся с мезоэустернумом, между этими пластинками с обеих сторон имеются швы. Брюшные тергиты II—VII с двумя парами удерживающих крыло щетинок.

## Классификация
Вид был впервые описан в 2022 году японскими энтомологами Shuji Okajima и Masami Masumoto (Laboratory of Entomology, Tokyo University of Agriculture, Ацуги, Канагава, Япония). Близок к видам Asianthrips bamboosielloides.